# Miron Białoszewski

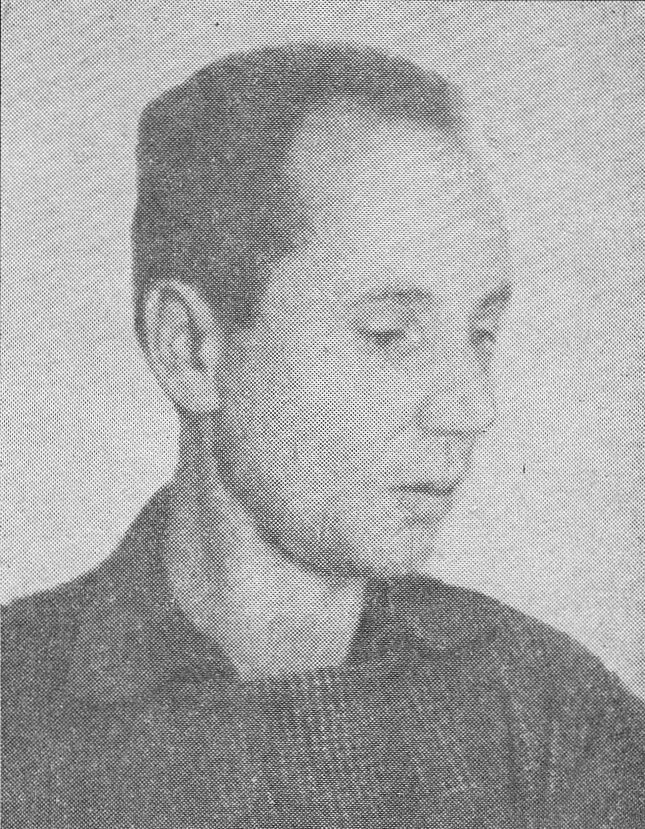
Miron Białoszewski (1960)

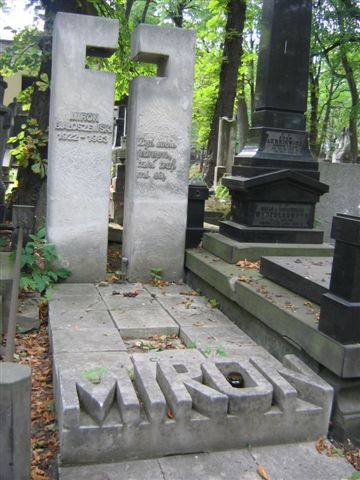
Powązki-Friedhof, Warschau

Miron Białoszewski (* 30. Juni 1922 in Warschau; † 17. Juni 1983 ebenda) war ein polnischer Dichter, Dramaturg, Regisseur und Theaterschauspieler. Er gilt als Klassiker der polnischen Literatur des zwanzigsten Jahrhunderts.

## Leben und Werk
Białoszewski besuchte die Schule in Warschau und führte seine Schulbildung während der deutschen Besetzung Polens im Untergrund fort. Nach dem Abitur 1942 studierte er Polonistik an der Geheimen Universität Warschau. Er nahm am Warschauer Aufstand 1944 teil und wurde nach dessen Niederschlagung über Durchgangslager 121 Pruszków in das Internierungslager Lamsdorf deportiert. Von dort wurde er nach Opole verschleppt, wo er als Maurergehilfe arbeitete. Nach einem Monat konnte er fliehen und kam zunächst nach Częstochowa und anschließend nach Krakau. Nach Warschau kehrte er im Februar 1945 zurück und arbeitete bis 1946 als Postangestellter. Daneben führte er sein Studium weiter.
Als Journalist arbeitete er ab 1946 für die Warschauer Tageszeitung Kurier Codzienny und debütierte als Lyriker mit dem Gedicht Jerozolima, das auf dem ersten Autorenabend der Nachkriegszeit verlesen wurde. 1947 folgte sein literarisches Debüt im Druck, so erschien sein Gedicht Chrystus powstania in der Zeitschrift Warszawa und seine Erzählung Ostatnia lekcja in Walka Młodych. Sein Polonistikstudium brach er 1947 ab und absolvierte Kurse für Journalistik. Anschließend arbeitet er bis 1951 für die Zeitschriften Kurier Codzienny, Wieczór und Świat Młodych. Außerdem schrieb er für die Kinder- und Jugendzeitschrift Świerszczyk-Iskierki, in der er seine Gedichte und Lieder veröffentlichte.
Mit Ludwik Hering und Ludmiła Murawska gründete er 1955 ein eigenes Theater, dessen Inszenierungen zunächst in der Warschauer Wohnung von Lech Emfazy Stefański und von April 1958 bis 1963 in der Wohnung Białoszewski aufgeführt wurden. In den aufgeführten Stücken traten neben Białoszewski auch Bogusław Choiński sowie Maria Fabicka und Ludmiła Murawska auf.
1956 erschien sein erster Gedichtband und Białoszewski wurde in den Verband der Polnischen Literaten aufgenommen. Zahlreiche seiner Gedichte wurden vertont. Eines der berühmtesten ist Karuzela z madonnami. Von Zygmunt Konieczny in den 1960er-Jahren vertont, war dieses Lied eines der bekanntesten Lieder von Ewa Demarczyk, der legendären Chansonsängerin Polens.

## Werke

### Dramen
- Stacja przodownik wystawia premierę, czyli Balladyna pod semaforem, 1953; zusammen mit Hanna Wolska
- Kalejdoskop. Komedia końca świata, 1956 im Radio; gedruckt in Poezja 1984
- Teatr Osobny. 1955-1963, 1971

### Lyrik
- Obroty rzeczy. Wiersze, 1956
- Rachunek zachciankowy, 1958
- Mylne wzruszenia, 1961
- Było i było, 1965
- Wiersze. Wyboru dokonał autor, 1976
- Poezje wybrane. Wyboru dokonał i słowem wstępnym opatrzył autor, 1976
- Wiersze, 1977
- Odczepić się, 1978
- Wiersze wybrane i dobrane, 1980
- Trzydzieści lat wierszy, 1982
- Oho, 1985
- Obmapywanie Europy; AAAmeryka; Ostatnie wiersze, 1988
- Moja świadomość tańczy, 1989

### Memoiren
- Pamiętnik z powstania warszawskiego, 1970
  - Nur das was war: Erinnerungen aus dem Warschauer Aufstand, übersetzt von Esther Kinsky, 1994
- Zawał, 1977

### Prosa
- Donosy rzeczywistości, 1973
- Szumy, zlepy, ciągi, 1976
- Rozkurz, 1980
- Przepowiadanie siebie. Wybór próz, 1981
- Stara proza. Nowe wiersze, 1984
- Konstancin, 1991

### Gesammelte Werke
- Utwory zebrane, 14 Bände, 1987–2019

### Deutsche Übersetzungen
2012 erschien im Leipziger Verlag Reinecke & Voß unter dem Titel Wir Seesterne ein Auswahlband seiner Gedichte, übersetzt von Dagmara Kraus. Eine deutschsprachige Version der umfangreichen Tagebücher Miron Białoszewskis erschien 2014 unter dem Titel Das Geheime Tagebuch im Berliner Verlag edition.fotoTAPETA, herausgegeben von Tadeusz Sobolewski und ebenfalls von Dagmara Kraus übersetzt (ISBN 978-3-940524-27-0). 2015 erschienen weitere Gedichte sowie ein Brief des Dichters beim Verlag Reinecke & Voß unter dem Titel Vom Eischlupf. Bei diesem Band fungiert Dagmara Kraus als Herausgeberin. Die Gedichte wurden von 16 verschiedenen Autorinnen in die deutsche Sprache übertragen, sie sind jeweils im polnischen Original sowie in 7–16 Nachdichtungen abgedruckt. Die Gedichte Białoszewskis gelten als schwer übersetzbar, häufig unterscheiden sich die Übertragungen der durchwegs namhaften Lyriker (darunter Ulf Stolterfoht, Monika Rinck, Norbert Lange) stark.